# Constantin von Lossau
Johann Friedrich Constantin von Lossau (* 23. Juli 1767 in Minden; † 16. Februar 1848 in Berlin) war ein deutscher Adliger und Militär. Er war preußischer General der Infanterie und Militärtheoretiker.

## Leben

### Herkunft
Constantin entstammte der märkischen Adelsfamilie von Lossow. Er war ein Sohn des preußischen Generals Matthias Ludwig von Lossow (1717–1783) und dessen Frau Charlotte Luise, geborene Schneider (1732–1812).

### Militärkarriere
Seine Laufbahn in der Preußischen Armee begann Lossau 1781 als Gefreiterkorporal im Infanterieregiment „von Woldeck“. 1785 avancierte er zum Fähnrich, dimittierte jedoch bereits im Jahr darauf. Am 6. Juli 1787 wurde er in der Armee beim Infanterieregiment „von Wendessen“ wieder angestellt stieg 1788 zum Sekondeleutnant auf und kam im November 1795 als Premierleutnant in das Füsilier-Bataillon „von Stutterheim“ der Ostpreußischen Füsilierbrigade. Nach seiner Beförderung zum Stabskapitän wurde Lossau Quartiermeisterleutnant im Generalstab. Als Major nahm er 1806 während des Vierten Koalitionskriegs an der Schlacht bei Auerstedt teil. Im Mai 1807 wechselte er in den Generalstab des Korps Blücher.
Nach einem dreimonatigen Urlaub kam Lossau Ende Dezember 1809 zu General von Grawert. In dessen Stab nahm er 1812 an der Seite Frankreichs am Feldzug gegen Russland teil. Lossau kämpfte bei Eckau, Olay, Klievenhof, Wollbund und Ruhenthal. Für sein Wirken erhielt Lossau das Kreuz der Ehrenlegion sowie den Orden Pour le Mérite. Im März 1813 zunächst kurzzeitig mit der Wahrnehmung der Geschäfte als Kommandant von Graudenz beauftragt, wurde er Ende des Monats zu dem Truppenkorps versetzt, das Stettin einschließen sollte. Im weiteren Verlauf der Befreiungskriege avancierte Lossau bis August 1814 zum Generalmajor und erhielt für die Kämpfe um Magdeburg das Eiserne Kreuz II. Klasse sowie den Orden des Heiligen Wladimir III. Klasse. Nach Kriegsende war er von Oktober 1815 bis September 1818 Brigadechef beim preußischen Armeekorps in Frankreich und anschließend Kommandeur der 15. Division. Am 22. Februar 1820 erfolgte seine Ernennung zum Kommandant von Graudenz und in dieser Stellung erhielt Lossau am 30. März 1824 den Charakter als Generalleutnant. Unter Verleihung des Patents zu seinem Dienstgrad wurde er am 18. Juni 1825 zum Kommandeur der 2. Division und gleichzeitig zum Kommandanten von Danzig ernannt. Die Division gab er am 30. März 1831 wieder ab, blieb aber Kommandant von Danzig. Am 11. Juni 1833 wurde Lossau der Abschied mit Pension gewährt.
Nach seiner Verabschiedung würdigte ihn der König am 21. Dezember 1836 durch die Verleihung des Roten Adlerordens I. Klasse mit Eichenlaub sowie am 3. Januar 1848 durch die Verleihung des Charakters als General der Infanterie.
Lossau wurde nach seinem Tod am 21. Februar 1848 auf dem Invalidenfriedhof beigesetzt.
Noch im aktiven Dienst tat er sich durch analytische militärhistorische Betrachtungen hervor und leistete durch seine Werke einen viel beachteten wissenschaftlichen Beitrag zur Militärgeschichte, bzw. deren Untersuchung.

### Familie
Lossau heiratete am 31. Januar 1800 in Görlitz Charlotte Rahel von Rostock, geschiedene von Raschau (1772–1830). Aus der Ehe gingen drei Kinder hervor:
- Friedrich August Konstantin (* 1801), preußischer Premierleutnant a. D.
- Bertha Philippine Luise (* 1806) ⚭ 1825 Karl Joseph Julius Christian Leopold von Biber-Palubicki, preußischer Oberst
- Cäcilie Charlotte Konstance (1809–1886) ⚭ 1841 Ferdinand von Stülpnagel (1813–1885), preußischer General der Infanterie

Zwei weitere Söhne starben im Kindesalter.
Seine Stieftochter, aus erster Ehe der Mutter, Charlotte Emilie Henriette Sophie Friederike von Raschau (* 1795), erhielt 1807 die Genehmigung des Königs den Namen von Lossau anzunehmen, sie heiratete 1817 Karl August Wilhelm von Wolffersdorf († 1820), preußischer Major und Kommandeur des Füsilier-Bataillons im 7. Infanterie-Regiment.

## Schriften
- Der Krieg. Für wahre Krieger. Leipzig 1815.
- Ideale der Kriegführung in einer Analyse der größten Feldherren. Berlin 1836.
- Charakteristik der Kriege Napoleons. Karlsruhe und Freiburg 1843.